# Charleville
Charleville (irisch An Ráth) ist eine Landstadt im County Cork im Südwesten der Republik Irland. Ihre Einwohnerzahl belief sich bei der Volkszählung 2022 auf 3970 Personen.

## Entstehung und Name
Charleville wurde 1661 von Roger Boyle, 1. Earl of Orrery gegründet und nach König Karl II. benannt. Im Irischen Freistaat wurde die Stadt in Ráth Luirc an Stelle von Charleville umbenannt. Im Irischen hieß sie ab 1975 An Ráth. Jedoch setzte sich Ráth Luirc im allgemeinen Sprachgebrauch nicht durch, und nach einer Volksabstimmung ist der offizielle Name im Englischen wieder Charleville.

## Verkehrsanbindung
Charleville liegt im äußersten Norden des Countys Cork, direkt an der Grenze zum County Limerick, nördlich von Buttevant auf der wichtigen Nationalstraße N20, die Limerick mit Cork City verbindet. Von Tipperary führt außerdem eine Regionalstraße durch Charleville über Kanturk zur N72 zwischen Mallow und Killarney in Kerry sowie die R515 nach Newcastle West auf der N21 im Südwesten des Countys Limerick.
Charleville liegt auf der InterCity-Hauptstrecke Dublin–Cork der Iarnród Éireann und auf einer der frequentiertesten Busrouten in Irland von Galway über Limerick City nach Cork City, so dass es tagsüber via Bus Éireann oder JJ Kavanagh stündliche Verbindungen mit diesen Städten gibt.

## Persönlichkeiten
- Eliza Lynch (1833–1886), Kurtisane, „mächtigste Frau von Paraguay“
- Patrick Leahy (1877–1927), Leichtathlet
- Con Leahy (1876–1921), Leichtathlet, Hochsprung-Olympiasieger 1906, Bruder von Patrick Leahy
- Davida Allen (* 1951), Malerin, Filmregisseurin und Schriftstellerin
- François Errard (* 1967), Tennisspieler